# Betchton
Betchton is een civil parish in het bestuurlijke gebied Cheshire East, in het Engelse graafschap Cheshire met 677 inwoners.